# 艾什瑪
艾什瑪（Aesma），瑣羅亞斯德教（祆教）中司掌狂行暴舉的惡魔，其名字意思為「憤怒的惡魔」。
遭艾什瑪控制的人會做出凶暴的行為，而自身並不會察覺遭惡魔控制而變的喪心病狂。而酗酒、行為亂暴的人在瑣羅亞斯德教中被稱為「被艾什瑪控制了」。

## 形象
手持滿佈鮮血的武器，與暴徒形象雷同。

## 其它信息
阿斯摩太(Asmodaios，所羅門王72柱魔神中第32位的魔神，位階為王，統帥72個軍團，被十八惡靈所侍奉的女王，同時代表七大罪中色慾的魔王。)：是由艾什瑪被猶太教吸收而成的惡魔之名。在拉比文獻中稱他為「惡靈之首」。被描繪成一個擁有女性的頭外，還有著一個牛頭、一個羊頭，共有三個頭的外表。

## 書目
- Asmussen, Jes Peter, ,  1, New York: Routledge & Kegan Paul: 479–480, 1983.
- Dhalla, Maneckji N., , New York: OUP, 1938.
- Russell, James, , , vol. 5: 1–6, 2001.